# MOOC
Un corso online aperto e di massa o MOOC (in inglese massive open online course) è un corso pensato per una formazione a distanza che coinvolga un numero elevato di utenti.
I partecipanti ai corsi, provenienti da diverse aree geografiche, accedono ai contenuti unicamente via rete; essendo i corsi aperti, l'accesso non richiede il pagamento di una tassa di iscrizione, e permette di usufruire dei materiali da essi distribuiti.
Oltre ai materiali tradizionali del corso, come lezioni filmate, letture e compiti, molti MOOC forniscono corsi interattivi con forum di utenti o discussioni sui social media per supportare le interazioni della comunità tra studenti, professori e assistenti didattici, nonché un riscontro immediato con quiz rapidi. I MOOC sono uno sviluppo ampiamente studiato nell'ambito dell'istruzione a distanza, introdotto per la prima volta nel 2008, ed è diventato una modalità di apprendimento popolare nel 2012.
I primi MOOC (come i cMOOC) spesso enfatizzavano le caratteristiche di accesso aperto, come le licenze aperte dei contenuti, la struttura e gli obiettivi di apprendimento per promuovere il riutilizzo delle risorse. Alcuni MOOC successivi (come gli xMOOC) utilizzano invece licenze chiuse per i propri materiali didattici, pur mantenendo il libero accesso per gli studenti.

## Storia
L'acronimo MOOC è stato utilizzato per la prima volta nel 2008 nel corso "Connectivism and Connective Knowledge" del professor George Siemens dell'Università di Athabasca.
I corsi MOOC si sono diffusi su scala mondiale a partire dall'autunno 2011, periodo in cui l'Università di Stanford erogò gratuitamente un corso post laurea di intelligenza artificiale, il quale raggiunse circa le 160.000 iscrizioni da parte di studenti provenienti da 190 paesi.

### Precursori
Prima dell'era digitale, l'apprendimento a distanza appariva sotto forma di corsi per corrispondenza negli anni 1890-1920 e successivamente come trasmissione radiofonica e televisiva di corsi e prime forme di e-learning. In genere meno del 5% degli studenti completava un corso. Ad esempio, lo Stanford Honors Cooperative Program, istituito nel 1954, ha offerto lezioni video in loco presso le aziende, di notte, che hanno portato a un master completamente accreditato. Questo programma è stato controverso perché le aziende pagavano il doppio delle normali tasse pagate dagli studenti a tempo pieno. Gli anni 2000 hanno visto cambiamenti nell'online o nell'e-learning e formazione a distanza, con una crescente presenza online, opportunità di apprendimento aperto e lo sviluppo di MOOC. Nel 2010 il pubblico dei corsi universitari più popolari come "Justice" con Michael J. Sandel e "Human Anatomy" con Marian Diamond stava raggiungendo milioni di adesioni.

### Primi approcci
I primi MOOC sono emersi dal movimento delle risorse didattiche aperte (OER), che è stato avviato dal progetto OpenCourseWare del MIT. Il movimento OER è stato motivato dal lavoro di ricercatori che hanno sottolineato che la dimensione della classe e i risultati dell'apprendimento non avevano una connessione stabilita. Il lavoro di Daniel Barwick è l'esempio più spesso citato.
All'interno del movimento OER, la Wikiversità è stata fondata nel 2006 e il primo corso aperto sulla piattaforma è stato organizzato nel 2007. Un corso di dieci settimane con più di 70 studenti è stato utilizzato per testare l'idea di rendere Wikiversità una piattaforma aperta e gratuita per l'educazione in la tradizione dell'istruzione libera degli adulti scandinava, la scuola popolare e il movimento della scuola libera. Il termine MOOC è stato coniato nel 2008 da Dave Cormier dell'Università dell'Isola del Principe Edoardo in risposta a un corso chiamato Connectivism and Connective Knowledge (noto anche come CCK08 ). CCK08, guidato da George Siemens dell'Athabasca University e Stephen Downes del National Research Council, era composta da 25 studenti paganti in Extended Education presso l'Università di Manitoba, oltre a oltre 2200 studenti online del pubblico in generale che non pagavano nulla. Tutti i contenuti del corso erano disponibili tramite feed RSS e gli studenti online potevano partecipare attraverso strumenti di collaborazione, inclusi post di blog, discussioni in thread in Moodle e riunioni di Second Life. Stephen Downes considera questi cosiddetti cMOOC più "creativi e dinamici" degli attuali xMOOC, che secondo lui "assomigliano a spettacoli televisivi o libri di testo digitali".
Successivamente sono stati sviluppati altri cMOOC; ad esempio, Jim Groom dell'Università di Mary Washington e Michael Branson Smith dello York College di New York hanno ospitato MOOC in diverse università a partire dal MOOC "Digital Storytelling" (ds106) del 2011. I MOOC di istituzioni private senza scopo di lucro hanno dato risalto a docenti di spicco e ampliato le offerte esistenti di apprendimento a distanza (ad esempio, podcast) in corsi online gratuiti e aperti.
Parallelamente allo sviluppo di questi corsi aperti, sono emerse altre piattaforme di e-learning – come Khan Academy, Peer-to-Peer University (P2PU), Udemy e Alison – che sono viste come simili ai MOOC e lavorano al di fuori del sistema universitario o enfatizzano lezioni individuali di autoapprendimento.

### cMOOC e xMOOC
Man mano che i MOOC si sono sviluppati nel tempo, sembrano essere emerse molteplici concezioni della piattaforma. Per lo più si possono distinguere due tipi diversi: quelli che enfatizzano una filosofia connettivista e quelli che assomigliano a corsi più tradizionali. Per distinguere i due, molti dei primi utilizzatori della piattaforma hanno proposto i termini "cMOOC" e "xMOOC".
I cMOOC si basano sui principi della pedagogia connettivista che indicano che il materiale dovrebbe essere aggregato (piuttosto che preselezionato), remixabile, riutilizzabile e orientato al feeding forward (cioè i materiali in evoluzione dovrebbero essere mirati all'apprendimento futuro). Gli approcci di progettazione didattica cMOOC tentano di collegare gli studenti tra loro per rispondere a domande o collaborare a progetti comuni. Ciò può includere l'enfasi sullo sviluppo collaborativo del MOOC. Andrew Ravenscroft della London Metropolitan University ha affermato che i MOOC connettivisti supportano meglio il dialogo collaborativo e la costruzione della conoscenza.
Gli xMOOC hanno una struttura del corso molto più tradizionale. Sono caratterizzati da un obiettivo specifico di completare il corso ottenendo una certa certificazione di conoscenza della materia. Sono presentati in genere con un programma chiaramente specificato di lezioni registrate e auto-test. Tuttavia, alcuni fornitori richiedono abbonamenti a pagamento per l'acquisizione di materiali e certificati classificati. Impiegano elementi del MOOC originale, ma sono, in qualche modo, piattaforme IT di marca che offrono partnership di distribuzione di contenuti alle istituzioni. L'istruttore è l'esperto fornitore di conoscenze e le interazioni degli studenti sono generalmente limitate alla richiesta di assistenza e al consiglio reciproco su punti difficili.

## Emersione di fornitori di MOOC

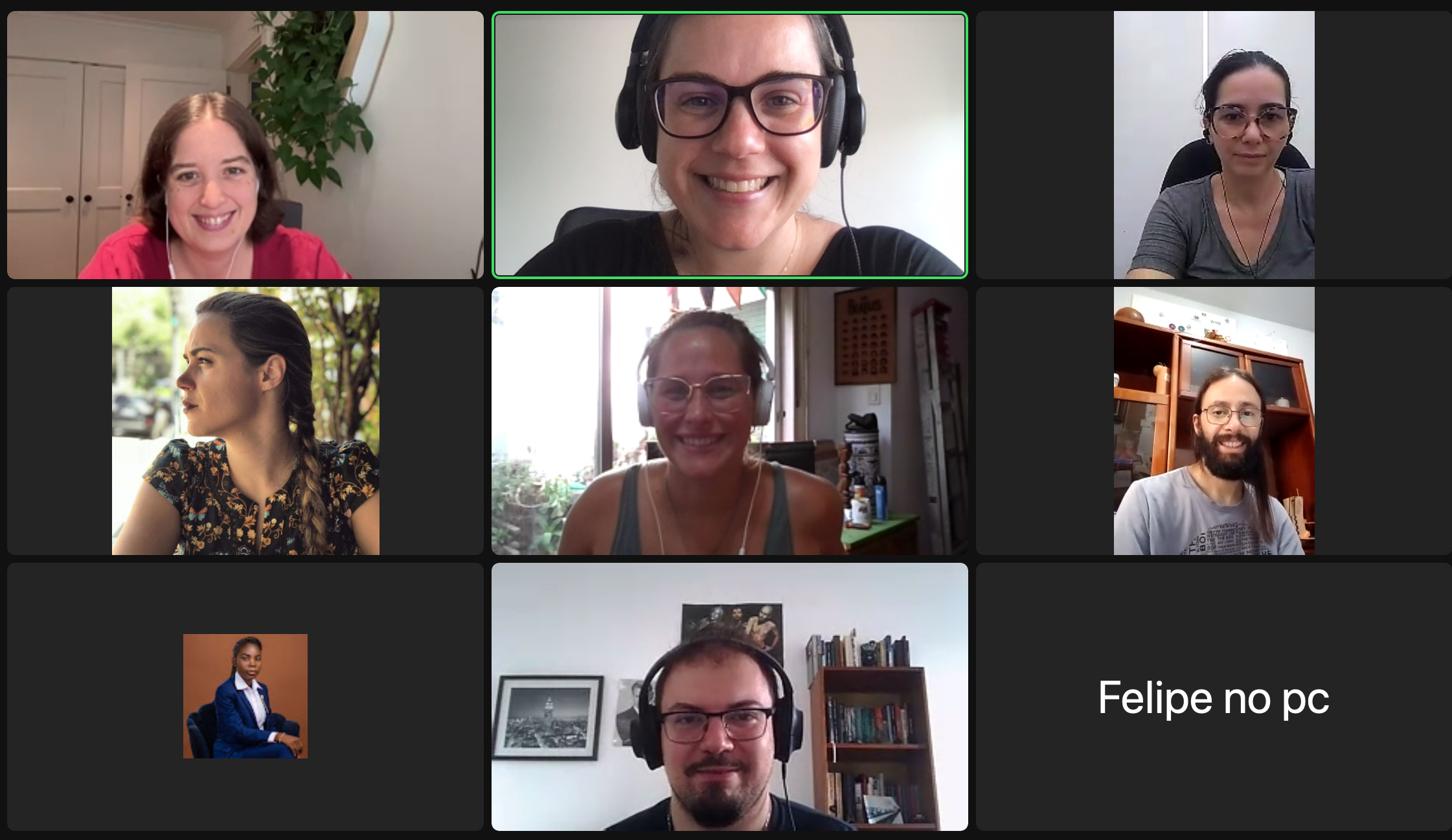
MOOC in videoconferenza

Secondo il New York Times, il 2012 è diventato "l'anno del MOOC" poiché sono emersi diversi fornitori ben finanziati, associati alle migliori università, tra cui Coursera, Udacity ed edX. Dennis Yang, presidente del fornitore di MOOC Udemy, ha suggerito nel 2013 che i MOOC erano nel mezzo di un ciclo di hype, con aspettative che subivano un'altalena selvaggia. Durante una presentazione al SXSWedu all'inizio del 2013, il CEO di Instructure Josh Coates ha suggerito che i MOOC sono nel bel mezzo di un hype cycle, con aspettative che subiscono oscillazioni notevoli. Dennis Yang, presidente del fornitore di MOOC Udemy, ha poi fatto il punto in un articolo per The Huffington Post.
Molte università si sono affrettate a unirsi alla "prossima grande cosa", così come i fornitori di servizi di istruzione online più affermati come Blackboard Inc, in quella che è stata definita una "fuga precipitosa". Decine di università in Canada, Messico, Europa e Asia hanno annunciato partnership con i grandi fornitori di MOOC americani. All'inizio del 2013, sono emerse domande sul fatto che il mondo accademico fosse "MOOC'd out" ("fuori dal MOOC"). Questa tendenza è stata successivamente confermata nel proseguimento dell'analisi.
L'industria ha una struttura insolita, composta da gruppi collegati tra cui fornitori di MOOC, il più ampio settore non profit, università, società collegate e venture capitalist. The Chronicle of Higher Education elenca i principali fornitori come Khan Academy ed edX senza scopo di lucro e Udacity e Coursera a scopo di lucro.
Le più grandi organizzazioni senza scopo di lucro includono la Bill & Melinda Gates Foundation, la MacArthur Foundation, la National Science Foundation e l'American Council on Education. I pionieri dell'università includono Stanford, Harvard, MIT, l'Università della Pennsylvania, Caltech, l'Università del Texas ad Austin, l'Università della California a Berkeley e la San Jose State University. Le società collegate che investono in MOOC includono Google e l'editore educativo Peason PLC. I venture capitalist includono Kleiner Perkins Caufield & Byers, New Enterprise Associates e Andreessen Horowitz.
Nell'autunno del 2011, la Stanford University ha lanciato tre corsi. Il primo di questi corsi è stato Introduzione all'intelligenza artificiale, lanciato da Sebastian Thrun e Peter Norvig. Le iscrizioni raggiunsero rapidamente 160.000 studenti. L'annuncio è stato seguito nel giro di poche settimane dal lancio di altri due MOOC, da parte di Andrew Ng e Jennifer Widom. A seguito della pubblicità e dell'elevato numero di iscrizioni a questi corsi, Thrun ha avviato una società che ha chiamato Udacity e Daphne Koller e Andrew Ng hanno lanciato Coursera.
Nel gennaio 2013, Udacity ha lanciato i suoi primi MOOC a credito, in collaborazione con la San Jose State University. Nel maggio 2013, la società ha annunciato il primo master interamente basato su MOOC, una collaborazione tra Udacity, AT&T e il Georgia Institute of Technology, al costo di $ 7.000, una frazione della sua normale retta.
Preoccupato per la commercializzazione dell'istruzione online, nel 2012 il MIT ha creato il MITx senza scopo di lucro. Il corso inaugurale, 6.002x, è stato lanciato nel marzo 2012. Harvard si è unita al gruppo, ribattezzato edX, quella primavera, e l'Università della California, Berkeley si è unita in estate. L'iniziativa ha poi aggiunto il Sistema universitario del Texas, il Wellesley College e la Georgetown University.
Nel settembre 2013, edX ha annunciato una partnership con Google per sviluppare MOOC.org, un sito per gruppi non xConsortium per creare e ospitare corsi. Google lavorerà allo sviluppo della piattaforma principale con i partner edX. Inoltre, Google e "edX" collaboreranno alla ricerca su come gli studenti apprendono e su come la tecnologia può trasformare l'apprendimento e l'insegnamento. MOOC.org adotterà l'infrastruttura di Google. La piattaforma MOOC della Chinese Tsinghua University XuetangX.com (lanciata nell'ottobre 2013) utilizza la piattaforma Open edX.
Prima del 2013, ogni MOOC tendeva a sviluppare la propria piattaforma di consegna. EdX nell'aprile 2013 si è unito alla Stanford University, che in precedenza aveva una propria piattaforma chiamata Class2Go, per lavorare su XBlock SDK, una piattaforma open source comune. È disponibile al pubblico con la licenza open source Affero GPL, che richiede che tutti i miglioramenti alla piattaforma siano pubblicati pubblicamente e resi disponibili con la stessa licenza. Il vice rettore di Stanford John Mitchell ha affermato che l'obiettivo era fornire il "Linux of online learning".
A novembre 2013, edX ha offerto 94 corsi da 29 istituzioni in tutto il mondo. Durante i suoi primi 13 mesi di attività (conclusi a marzo 2013), Coursera ha offerto circa 325 corsi, di cui il 30% nelle scienze, il 28% in arti e discipline umanistiche, il 23% in informatica, il 13% in economia e il 6% in matematica. Udacity ha offerto 26 corsi. Il numero di corsi offerti da allora è aumentato notevolmente: a partire da gennaio 2016, edx offre 820 corsi, Coursera offre 1580 corsi e Udacity offre più di 120 corsi. Secondo FutureLearn, il British Council's Understanding IELTS: Techniques for English Language Tests ha un'iscrizione di oltre 440.000 studenti.

### Nascita di corsi innovativi
I primi cMOOC come CCK08 e ds106 utilizzavano una pedagogia innovativa (connettivismo), con materiali di apprendimento distribuiti piuttosto che un formato di video-lezione, e un focus rispettivamente su istruzione e apprendimento e narrazione digitale.
Dopo il lancio nel 2011 di tre Stanford xMOOC, tra cui Introduzione all'intelligenza artificiale, lanciato da Sebastian Thrun e Peter Norvig sono emersi numerosi altri corsi innovativi. A partire da maggio 2014, più di 900 MOOC sono offerti da università e college statunitensi. A partire da febbraio 2013, dozzine di università erano affiliate ai MOOC, comprese molte istituzioni internazionali. Inoltre, alcune organizzazioni gestiscono i propri MOOC, incluso Power Search di Google.
È emersa una serie di corsi; "C'era una vera domanda se questo avrebbe funzionato per le scienze umane e sociali", ha detto Ng. Tuttavia, i corsi di psicologia e filosofia sono tra i più popolari di Coursera. Il feedback degli studenti e i tassi di completamento suggeriscono che hanno lo stesso successo dei corsi di matematica e scienze anche se i corrispondenti tassi di completamento sono inferiori.
Nel gennaio 2012, l'Università di Helsinki ha lanciato un MOOC finlandese in programmazione. Il MOOC è utilizzato come un modo per offrire alle scuole superiori l'opportunità di fornire corsi di programmazione per i propri studenti, anche se non esistono sedi locali o facoltà che possano organizzare tali corsi. Il corso è stato offerto in modo ricorrente e gli studenti con i migliori risultati sono ammessi a un programma di laurea e master in informatica presso l'Università di Helsinki.
Il 18 giugno 2012, Ali Lemus dell'Università Galileo ha lanciato il primo MOOC latinoamericano intitolato "Desarrollando Aplicaciones para iPhone y iPad". Questo MOOC è un remix spagnolo del popolare "CS 193P iPhone Application Development" dell'Università di Stanford ed ha avuto 5.380 studenti iscritti. La tecnologia utilizzata per ospitare il MOOC è stata la piattaforma Galileo Educational System (GES) basata sul progetto .LRN.
"Gender Through Comic Books" è stato un corso tenuto da Christina Blanch della Ball State University sulla Instructure's Canvas Network, una piattaforma MOOC lanciata nel novembre 2012. Il corso ha utilizzato esempi da riviste a fumetti per insegnare concetti accademici su genere e percezioni.
Nel novembre 2012, l'Università di Miami ha lanciato il suo primo MOOC per scuole superiori come parte della Global Academy, la sua scuola superiore online. Il corso è diventato disponibile per gli studenti delle scuole superiori che si preparano per il SAT Subject Test in biologia.
Durante il semestre della primavera 2013, Cathy Davidson e Dan Ariely hanno insegnato "Surprise Endings: Social Science and Literature", un corso SPOC tenuto di persona alla Duke University e anche come MOOC, con studenti della Duke che gestivano le discussioni online.
Nel Regno Unito dell'estate 2013, Physiopedia ha organizzato il suo primo MOOC sull'etica professionale in collaborazione con l'Università del Capo Occidentale in Sudafrica. Questo MOOC è stato seguito da un secondo corso nel 2014, Gestione della fisioterapia delle lesioni del midollo spinale, che è stato accreditato dalla Confederazione mondiale di terapia fisica e ha attirato circa 4000 partecipanti con un tasso di completamento del 40%. Physiopedia è il primo fornitore di MOOC di fisioterapia, accessibili ai partecipanti di tutto il mondo.
Nel marzo 2013, Coursolve ha condotto un corso di strategia aziendale in crowdsourcing per 100 organizzazioni con l'Università della Virginia. Nel maggio 2013 è iniziato un MOOC di data science.
Nel maggio 2013, Coursera ha annunciato e-book gratuiti per alcuni corsi in collaborazione con Chegg, una società di noleggio di libri di testo online. Gli studenti usavano l'e-reader di Chegg, che limita la copia e la stampa, e potevano usare tale libro solo mentre erano iscritti alla classe.
Nel giugno 2013, l'Università della Carolina del Nord a Chapel Hill ha lanciato la Skynet University, che offre MOOC introduttivi all'astronomia. I partecipanti ottengono l'accesso alla rete globale di telescopi robotici dell'università, compresi quelli nelle Ande cilene e in Australia.
Nel luglio 2013 l'Università della Tasmania ha lanciato Understanding Dementia. Il corso ha avuto un tasso di completamento del (39%) ed è stato riconosciuto dalla rivista Nature.
La startup Veduca ha lanciato i primi MOOC in Brasile, in collaborazione con l'Università di San Paolo nel giugno 2013. I primi due corsi erano Fisica di base, tenuti da Vanderlei Salvador Bagnato, e Probabilità e statistica, tenuti da Melvin Cymbalista e André Leme Fleury. Nelle prime due settimane successive al lancio presso la Scuola Politecnica dell'Università di San Paolo, si sono iscritti più di 10.000 studenti.
Nel gennaio 2014, il Georgia Institute of Technology ha collaborato con Udacity e AT&T per lanciare il loro Master of Science in Computer Science (OMSCS) online. Con un prezzo di $ 7.000, OMSCS è stato il primo MOOD (massiccia laurea aperta online) (massive online open degree) in informatica. 

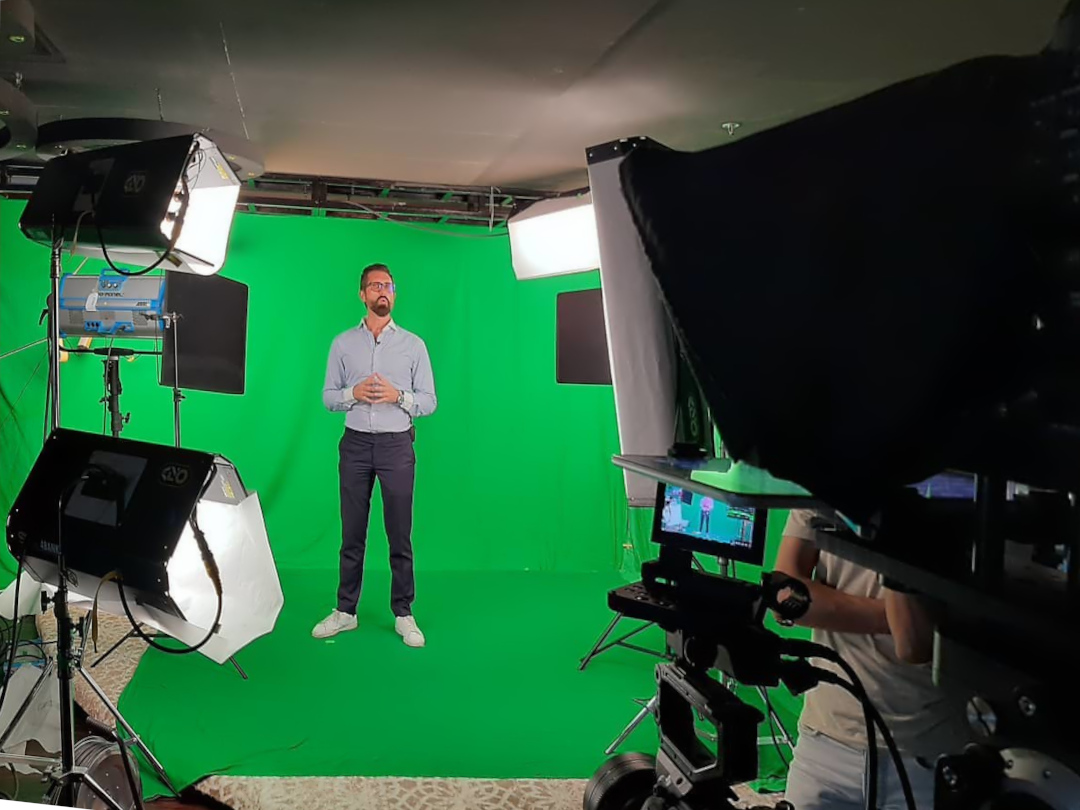
Registrazione di un MOOC in studio

Nel settembre 2014, il rivenditore di strada, Marks & Spencer, ha collaborato con l'Università di Leeds per costruire un corso aziendale MOOC "che utilizzerà casi di studio dall'Archivio aziendale insieme alla ricerca dell'Università per mostrare come l'innovazione e le persone siano la chiave per il successo aziendale". Il corso era offerto dalla piattaforma MOOC con sede nel Regno Unito, FutureLearn.
Il 16 marzo 2015, l'Università di Cape Town ha lanciato il suo primo MOOC, Medicine and the Arts sulla piattaforma guidata dal Regno Unito, Futurelearn.
Nel luglio 2015, OpenClassrooms, in collaborazione con IESA Multimedia, ha lanciato il primo corso di laurea triennale basato su MOOC in gestione di progetti multimediali riconosciuto da uno stato francese.
Nel gennaio 2018, la Brown University ha aperto il suo primo corso "game-ified" su EdX. Intitolato Luoghi fantastici, esseri umani non umani: esplorare l'umanità attraverso la letteratura del professor James Egan. Presentava una trama e una trama per aiutare Leila, un umanoide perduto che vagava per mondi diversi, in cui uno studente doveva giocare a mini giochi per avanzare nel corso.
La Pacific Open Learning Health Net, istituita dall'OMS nel 2003, ha sviluppato una piattaforma di apprendimento online nel 2004-2005 per lo sviluppo continuo degli operatori sanitari. I corsi sono stati originariamente forniti da Moodle, ma nel 2012 sembravano più simili ad altri MOOC.

## Esperienza degli studenti e pedagogia

### Studenti serviti
A giugno 2012, più di 1,5 milioni di persone si erano iscritte ai corsi tramite Coursera, Udacity o edX. A partire dal 2013, la gamma di studenti registrati sembra essere ampia, diversificata e non tradizionale, ma concentrata tra gli anglofoni nei paesi ricchi. A marzo 2013, Coursera da sola aveva registrato circa 2,8 milioni di studenti. Nell'ottobre 2013, le iscrizioni a Coursera hanno continuato a salire, superando i 5 milioni, mentre edX aveva raggiunto in modo indipendente 1,3 milioni.
Un corso pubblicizzato come "il primo MOOC in Asia" tenuto dall'Università della scienza e della tecnologia di Hong Kong tramite Coursera a partire dall'aprile 2013 ha registrato 17.000 studenti. Circa il 60% proveniva da "paesi ricchi" con molti altri da paesi a reddito medio in Asia, Sudafrica, Brasile o Messico. Meno studenti si sono iscritti da aree con un accesso più limitato a Internet e gli studenti della Repubblica popolare cinese potrebbero essere stati scoraggiati dalle politiche del governo cinese.
Koller ha dichiarato nel maggio 2013 che la maggior parte delle persone che frequentavano i corsi di Coursera aveva già conseguito una laurea.
Secondo uno studio della Stanford University su un gruppo più generale di studenti "studenti attivi" - chiunque abbia partecipato oltre la semplice registrazione - ha rilevato che il 64% degli studenti attivi delle scuole superiori era di sesso maschile e l'88% era di sesso maschile per corsi di livello universitario e post-laurea.
Uno studio del gruppo Learning Analytics della Stanford University ha identificato quattro tipi di studenti: ascoltatori, che hanno guardato video durante il corso, ma hanno sostenuto pochi quiz o esami; completatori, che hanno assistito alla maggior parte delle lezioni e hanno preso parte alla maggior parte delle valutazioni; studenti disimpegnati, che hanno rapidamente abbandonato il corso; e studenti campionati, che potrebbero solo occasionalmente guardare le lezioni. Hanno identificato le seguenti percentuali in ciascun gruppo: 
| Corso                | Ascoltatori | Completatori | Disimpegnati | Campionati |
| -------------------- | ----------- | ------------ | ------------ | ---------- |
| Scuola superiore     | 6%          | 27%          | 29%          | 39%        |
| Laurea breve         | 6%          | 8%           | 12%          | 74%        |
| Laurea specialistica | 9%          | 5%           | 6%           | 80%        |

Jonathan Haber si è concentrato sulle domande su ciò che gli studenti stanno imparando e sui dati demografici di essi. Circa la metà degli studenti che frequentano corsi negli Stati Uniti proviene da altri paesi e non parla inglese come prima lingua. Ha trovato alcuni corsi significativi, soprattutto sulla comprensione della lettura. Le lezioni video seguite da domande a scelta multipla possono essere impegnative poiché spesso sono le "domande giuste". I forum di discussione più piccoli paradossalmente offrono le migliori conversazioni. Discussioni più ampie possono essere "davvero, davvero ponderate e davvero, davvero fuorvianti", con lunghe discussioni che diventano rimaneggiamenti o "lo stesso vecchio dibattito sinistra/destra stantio".
Il MIT e la Stanford University hanno offerto i primi MOOC in informatica e ingegneria elettrica. Poiché i corsi di ingegneria richiedono prerequisiti, all'inizio i corsi di ingegneria di livello superiore erano quasi assenti dall'elenco MOOC. Entro il 2015, diverse università presentavano corsi di ingegneria di livello universitario e avanzato.

### Esperienza dell'educatore
Nel 2013, il Chronicle of Higher Education ha intervistato 103 professori che avevano insegnato MOOC. "In genere un professore trascorreva più di 100 ore sul suo MOOC prima ancora che iniziasse, registrando video di lezioni online e facendo altra preparazione", sebbene la preparazione pre-classe di alcuni istruttori fosse "poche dozzine di ore". I professori hanno quindi trascorso 8-10 ore settimanali sul corso, inclusa la partecipazione a forum di discussione.
Le mediane erano: 33.000 studenti iscritti; 2.600 passanti; e 1 assistente didattico che aiutava con la classe. Il 74% delle classi ha utilizzato la valutazione automatica e il 34% ha utilizzato la valutazione tra pari. Il 97% degli istruttori ha utilizzato video originali, il 75% ha utilizzato risorse educative aperte e il 27% ha utilizzato altre risorse. Il 9% delle classi richiedeva un libro di testo fisico e il 5% richiedeva un e-book.
A differenza dei corsi tradizionali, i MOOC richiedono competenze aggiuntive, fornite da videografi, progettisti didattici, specialisti IT e specialisti di piattaforme. La professoressa della Georgia Tech, Karen Head, riferisce che 19 persone lavorano ai loro MOOC e che ne servono altre. Le piattaforme hanno requisiti di disponibilità simili ai siti web di condivisione di media/contenuti, a causa dell'elevato numero di iscritti. I MOOC in genere utilizzano il cloud computing e sono spesso creati con sistemi di authoring. Gli strumenti di authoring per la creazione di MOOC sono pacchetti specializzati di software educativi come Elicitus, IMC Content Studio e Lectora che sono facili da usare e supportano standard di e-learning come SCORM e AICC.

### Tassi di completamento
Nonostante il loro potenziale per supportare l'apprendimento e l'istruzione, i MOOC hanno una grande preoccupazione relativa ai tassi di abbandono dei corsi. Anche se il numero di studenti che si iscrivono ai corsi tende ad essere nell'ordine delle migliaia, solo una piccolissima parte degli studenti iscritti completa il corso. Secondo le visualizzazioni e le analisi condotte da Katy Jordan (2015), i MOOC indagati hanno un'iscrizione tipica di 25.000, anche se l'iscrizione ha raggiunto un valore fino a ~230.000. Jordan riferisce che il tasso medio di completamento di tali MOOC è di circa il 15%. I primi dati di Coursera suggeriscono un tasso di completamento del 7-9%. Coffrin e altri (2012) riferiscono che i tassi di completamento sono ancora più bassi (tra il 3 e il 5%), mentre dicono che c'è un calo consistente e notevole nel numero di studenti che partecipano al corso ogni settimana. Altri hanno anche mostrato tassi di abbandono simili a Coffrin. Un esempio è il corso Bioelectricity, nell'autunno del 2012 alla Duke University, dove si sono iscritti 12.725 studenti, ma solo 7.761 hanno guardato un video, 3.658 hanno tentato un quiz, 345 hanno tentato l'esame finale e 313 lo hanno superato, ottenendo un certificato. Gli studenti che pagano $ 50 per una funzione (progettata per evitare di barare agli esami) hanno tassi di completamento di circa il 70%. Yang e altri (2013) suggeriscono che anche se c'è una grande percentuale di studenti che abbandonano presto a causa di una serie di motivi, c'è una percentuale significativa di studenti che rimangono nel corso e abbandonano più tardi.
Prima di analizzare alcuni fattori correlati ai tassi di abbandono e all'abbandono del corso, una cosa importante da tenere a mente è che il tasso medio di completamento dei MOOC non è un buon indicatore. Il tasso di completamento non riflette la visione complessiva di ogni studente perché studenti diversi hanno scopi diversi. Ad esempio, Khe Foon Hew (2016) indica che alcuni studenti prendono parte ai MOOC solo per interesse o per trovare un valore intrinseco. Abbandonano il corso se esso non soddisfa il loro scopo. Tuttavia, il tasso di completamento è un sufficientemente obiettivo per riflettere il coinvolgimento degli studenti.
Molte ricerche hanno indagato sul motivo per cui gli studenti abbandonano i corsi MOOC o quali fattori potrebbero contribuire al loro abbandono. Ad esempio, Carolyn Rose e altri (2014) hanno indagato su come tre fattori sociali fanno previsioni sul logoramento degli studenti, per coloro che hanno partecipato al forum di discussione del corso. Gli autori hanno scoperto che gli studenti che fungono da autorità nella comunità sembrano essere più impegnati nella comunità stessa e quindi meno inclini ad abbandonare il corso. Inoltre, gli studenti che hanno partecipato attivamente al corso sin dalla prima settimana avevano il 35% in meno di probabilità di abbandonarlo, rispetto alla popolazione media. Infine, l'analisi dei modelli di logoramento in una sotto-comunità ha mostrato che il logoramento era correlato all'impegno reciproco dei singoli studenti. Un'interpretazione di questo risultato secondo Rosé e altri (2014) è che mentre partecipano ai MOOC, gli studenti creano coorti virtuali che progrediscono e interagiscono con il materiale in modi simili. Pertanto, se gli studenti iniziano ad abbandonare, ciò potrebbe causare l'abbandono di altri studenti poiché potrebbero percepire l'ambiente come meno favorevole o coinvolgente senza i loro coetanei.
Altri studi si concentrano sull'esplorazione di come la motivazione e l'apprendimento autoregolato potrebbero essere correlati all'abbandono e al logoramento dei MOOC.
Un sondaggio online ha pubblicato un elenco dei "primi dieci" motivi per abbandonare un MOOC tra cui corsi che richiedevano troppo tempo, o erano troppo difficili o troppo basilari. I motivi legati alla scarsa progettazione del corso includevano "fatica da lezione" da corsi che erano solo in formato video, mancanza di un'adeguata introduzione alla tecnologia e al formato del corso, tecnologia goffa e abuso nei forum di discussione. Sono stati citati costi nascosti, comprese le letture richieste da costosi libri di testo scritti dall'istruttore che hanno anche limitato in modo significativo l'accesso degli studenti al materiale didattico. Altri non completatori stavano "solo facendo acquisti" quando si sono registrati o stavano partecipando per conoscenza piuttosto che per una credenziale. Altre ragioni per gli scarsi tassi di completamento includono il carico di lavoro, la lunghezza e la difficoltà di un corso. Inoltre, alcuni studenti partecipano marginalmente (i cosiddetti "lurkers"). Ad esempio, uno dei primi MOOC nel 2008 contava 2200 membri registrati, di cui 150 hanno interagito attivamente in vari momenti.
Il genere influenza anche il tasso di completamento. In generale, il 6-7% in più di uomini rispetto alle donne completa il corso perché le donne devono occuparsi della casa in molti paesi, il che distrae l'attenzione di esse dall'apprendimento.
L'efficacia dei MOOC è una questione aperta poiché i tassi di completamento sono sostanzialmente inferiori rispetto ai tradizionali corsi di formazione online.
Tuttavia, la ricerca indica che i tassi di completamento non sono la metrica giusta per misurare il successo dei MOOC. Vengono proposte metriche alternative per misurare l'efficacia dei MOOC e dell'apprendimento online.

### Progettazione didattica
Molti MOOC utilizzano videoconferenze, impiegando la vecchia forma di insegnamento (conferenze) utilizzando una nuova tecnologia. Thrun ha testimoniato davanti al President's Council of Advisors on Science and Technology (PCAST) che i "corsi MOOC sono" progettati per essere sfide, "non lezioni, e la quantità di dati generati da queste valutazioni può essere valutata" in modo massiccio utilizzando l'apprendimento automatico" al lavoro dietro le quinte. Questo approccio, ha affermato, sfata "l'insieme medievale di miti" che guidano l'efficacia degli insegnanti e i risultati degli studenti, e lo sostituisce con metodologie educative basate sull'evidenza, "moderne e basate sui dati" che possono essere gli strumenti responsabili di una 'trasformazione fondamentale dell'educazione' stessa”.
Alcuni vedono i video e altro materiale prodotto dal MOOC come la forma successiva del libro di testo. "MOOC è il nuovo libro di testo", secondo David Finegold della Rutgers University. Uno studio sulle abitudini degli studenti edX ha rilevato che gli studenti che ottengono un certificato generalmente smettono di guardare video più lunghi di 6-9 minuti. Hanno visto i primi 4,4 minuti (mediana) di video da 12 a 15 minuti. Alcune scuole tradizionali combinano l'apprendimento online e offline, a volte chiamate classi capovolte. Gli studenti guardano le lezioni online a casa e lavorano su progetti e interagiscono con i docenti mentre sono in classe. Tali ibridi possono persino migliorare le prestazioni degli studenti nelle tradizionali lezioni di persona. Un test dell'autunno 2012 condotto da San Jose State ed edX ha rilevato che l'incorporazione di contenuti da un corso online in un corso basato su crediti nel campus ha aumentato le percentuali di superamento al 91% da un minimo del 55% senza la componente online. "Non consigliamo di selezionare un'esperienza solo online rispetto a un'esperienza di apprendimento misto", afferma Andrew Ng di Coursera.
A causa delle iscrizioni massicce, i MOOC richiedono una progettazione didattica che faciliti il feedback e l'interazione su larga scala. I due approcci fondamentali sono:
- Peer review e collaborazione di gruppo
- Feedback automatico tramite valutazioni obiettive online, ad esempio quiz ed esami[122]. È in corso anche la valutazione automatica dei compiti scritti[123].

I cosiddetti MOOC connettivisti si basano sul primo approccio; i MOOC trasmessi si basano maggiormente su quest'ultimo. Questo segna una distinzione fondamentale tra cMOOC dove la 'C' sta per 'connettivista', e xMOOC dove la x sta per esteso (come in TEDx, edX) e rappresenta che il MOOC è progettato per essere in aggiunta a qualcos'altro (corsi universitari per esempio).
La valutazione può essere l'attività più difficile da condurre online e le valutazioni online possono essere molto diverse dalla versione fisica. Particolare attenzione è stata dedicata alla sorveglianza e alla frode.
La revisione tra pari si basa spesso su risposte campione o rubriche, che guidano il valutatore su quanti punti assegnare a risposte diverse. Queste rubriche non possono essere così complesse per la valutazione tra pari come per gli assistenti didattici. Ci si aspetta che gli studenti apprendano valutando gli altri e si impegnino maggiormente con il corso. Gli esami possono essere supervisionati presso i centri di test regionali. Altri metodi, tra cui "tecnologie di intercettazione degne della CIA", consentono test a casa o in ufficio, utilizzando webcam o monitorando i clic del mouse e gli stili di digitazione. Possono essere utilizzate tecniche speciali come il test adattivo, in cui il test si adatta alle risposte precedenti dello studente, dando di conseguenza domande più difficili o più facili.
"La cosa più importante che aiuta gli studenti ad avere successo in un corso online è l'interazione interpersonale e il supporto", afferma Shanna Smith Jaggars, vicedirettore del Community College Research Center della Columbia University. La sua ricerca ha confrontato l'apprendimento solo online e faccia a faccia negli studi su studenti e docenti di college della comunità in Virginia e nello stato di Washington. Tra i suoi risultati: in Virginia, il 32% degli studenti ha fallito o si è ritirato dai corsi online, rispetto al 19% per corsi di persona (faccia a faccia) equivalenti.
L'assegnazione di mentori agli studenti è un'altra tecnica di miglioramento dell'interazione. Nel 2013 Harvard ha offerto un corso popolare, The Ancient Greek Hero, istruito da Gregory Nagy e seguito da migliaia di studenti di Harvard nei decenni precedenti. Ha invitato gli ex studenti a fare volontariato come mentori online e gestori di gruppi di discussione. Il compito dei volontari, che richiedeva 3-5 ore settimanali, era di concentrarsi sulla discussione in classe online. Il corso edX ha registrato 27.000 studenti.
La ricerca di Kop e Fournier ha evidenziato come sfide principali la mancanza di presenza sociale e l'alto livello di autonomia richiesto. Le tecniche per mantenere la connessione con gli studenti includono l'aggiunta di commenti audio sui compiti invece di scriverli, partecipare con gli studenti ai forum di discussione, porre brevi domande nel mezzo della lezione, aggiornare video settimanali sul corso e inviare e-mail di congratulazioni sui risultati precedenti agli studenti che sono leggermente indietro. La classificazione mediante revisione tra pari ha avuto risultati contrastanti.
AJ Jacobs in un editoriale sul New York Times ha classificato la sua esperienza in 11 classi MOOC complessive come "B". Ha valutato i suoi professori come "B +", nonostante "un paio di rottami", persino paragonandoli a pop star e "professori di celebrità di prima categoria". Tuttavia, ha valutato l'interazione insegnante-studente come una "D" poiché non aveva quasi alcun contatto con i professori. L'aspetto più apprezzato ("A") dell'esperienza di Jacobs è stata la possibilità di guardare video in qualsiasi momento. L'interazione e i compiti da studente a studente hanno ricevuto entrambi "B−". Gruppi di studio che non si sono incontrati, troll sulle bacheche e la relativa lentezza delle conversazioni online rispetto a quelle personali hanno abbassato tale valutazione. I compiti includevano quiz ed esami a scelta multipla, nonché saggi e progetti. Ha trovato i test a scelta multipla stressanti ed ha completato solo 2 delle 11 classi.

## Architettura dell'informazione
Durante la ricerca del corso desiderato, i corsi sono generalmente organizzati per "più popolari" o per "schema tematico". I corsi pianificati per l'apprendimento sincrono sono strutturati come uno schema organizzativo esatto chiamato schema cronologico, Anche i corsi pianificati per l'apprendimento asincrono sono presentati come uno schema cronologico, ma l'ordine in cui le informazioni vengono apprese come schema ibrido. In questo modo può essere più difficile comprendere il contenuto del corso e completarlo, perché non si basano su un modello mentale esistente.

## Industria
I MOOC sono ampiamente visti come una parte importante di una più ampia innovazione dirompente in atto nell'istruzione superiore. In particolare, si prevede che i numerosi servizi offerti nell'ambito dei tradizionali modelli di business universitari vengano disaggregati e venduti agli studenti individualmente o in pacchetti di nuova costituzione. Questi servizi includono la ricerca, la progettazione del curriculum, la generazione di contenuti (come i libri di testo), l'insegnamento, la valutazione e la certificazione (come la concessione di diplomi) e il collocamento degli studenti. I MOOC minacciano i modelli di business esistenti vendendo potenzialmente insegnamento, valutazione o collocamento separatamente dall'attuale pacchetto di servizi.
Il presidente Barack Obama ha citato i recenti sviluppi, comprese le innovazioni dell'apprendimento online presso la Carnegie Mellon University, l'Arizona State University e il Georgia Institute of Technology, come potenzialmente in grado di ridurre i costi crescenti dell'istruzione superiore.

James Mazoue, direttore dei programmi online presso la Wayne State University, descrive una possibile innovazione:
Il prossimo disgregatore segnerà probabilmente un punto di svolta: un curriculum online completamente gratuito che porta a una laurea da un istituto accreditato. Con questo nuovo modello di business, gli studenti potrebbero ancora dover pagare per certificare le proprie credenziali, ma non per il processo che porta alla loro acquisizione. Se si verificasse il libero accesso a un programma di studi che conferisca titoli di studio, il modello di business dell'istruzione superiore cambierebbe radicalmente e in modo irreversibile. 
Ma non è chiaro come le università trarranno vantaggio dal "regalare gratuitamente il nostro prodotto online".  
Nessuno ha ancora il modello che funzionerà. Mi aspetto che tutte le iniziative in corso falliscano, perché le aspettative sono troppo alte. La gente pensa che qualcosa prenderà piede a macchia d'olio. Ma più probabilmente, è forse un decennio dopo che qualcuno capisce come farlo e fare soldi.

- James Grimmelmann, professore alla New York Law School
I principi di apertura informano la creazione, la struttura e il funzionamento dei MOOC. La misura in cui vengono applicate le pratiche di Open Design nella tecnologia educativa. 
| Iniziative | Senza scopo di lucro | Libertà di accesso | Tassa di certificazione | Crediti istituzionali |
| ---------- | -------------------- | ------------------ | ----------------------- | --------------------- |
| edX        | NO                   | Parziale           | SÌ                      | Parziale              |
| Coursera   | NO                   | Parziale           | SÌ                      | Parziale              |
| Udacity    | NO                   | Parziale           | SÌ                      | Parziale              |
| Udemy      | NO                   | Parziale           | SÌ                      | Parziale              |
| P2PU       | SÌ                   | SÌ                 | NO                      | NO                    |

### Opportunità di commissioni
Nel modello di business freemium, il prodotto di base - il contenuto del corso - viene distribuito gratuitamente. "Fare pagare per i contenuti sarebbe una tragedia", ha detto Andrew Ng. Ma i servizi "premium" come la certificazione o il collocamento verrebbero addebitati a pagamento, tuttavia in alcuni casi vengono concessi aiuti finanziari.
Gli sviluppatori di corsi potrebbero addebitare costi di licenza per le istituzioni educative che utilizzano i suoi materiali. I corsi introduttivi o "gateway" e alcuni corsi di recupero possono guadagnare la maggior parte delle tasse. I corsi introduttivi gratuiti possono attrarre nuovi studenti a lezioni successive a pagamento. I corsi blended integrano il materiale MOOC con istruzioni faccia a faccia. I fornitori possono addebitare ai datori di lavoro il reclutamento dei propri studenti. Gli studenti possono essere in grado di pagare per sostenere un esame supervisionato per guadagnare crediti di trasferimento presso un'università che rilascia titoli di studio o per certificati di completamento. Udemy consente agli insegnanti di vendere corsi online, con i creatori del corso che trattengono il 70-85% dei proventi e i diritti di proprietà intellettuale.
Coursera ha scoperto che gli studenti che hanno pagato da $ 30 a $ 90 avevano maggiori probabilità di finire il corso. La tariffa era apparentemente per il programma di verifica dell'identità dell'azienda, che conferma che hanno seguito e superato un corso. 
| edX | Coursera | Udacity |
| --- | --- | --- |
| - Certificazione - Crediti universitari - Tutoraggio umano o contrassegno di assegnazione - Aiuto finanziario - Esami sorvegliati | - Certificazione - Valutazioni sicure - Assunzione di dipendenti - Selezione del candidato - Tutoraggio umano o contrassegno di assegnazione - Le imprese pagano per gestire i propri corsi di formazione - Sponsorizzazioni - Tasse universitarie - Servizi di trascrizione (non ancora divulgati agli studenti) | - Certificazione - I datori di lavoro pagano per reclutare studenti di talento - CV degli studenti e servizi di job matching (un processo che, avvalendosi dell'intelligenza artificiale, cerca la migliore corrispondenza tra annunci di lavoro e candidati) - Corsi di competenze high-tech sponsorizzati |

Nel febbraio 2013, l'American Council on Education (ACE) ha raccomandato ai suoi membri di fornire crediti di trasferimento da alcuni corsi MOOC, anche se anche le università che offrono i corsi avevano detto che non lo avrebbero fatto. L'Università del Wisconsin ha offerto più diplomi di laurea e master basati sulle competenze a partire dall'autunno 2013, la prima università pubblica a farlo a livello di sistema. L'università ha incoraggiato gli studenti a seguire corsi online come MOOC e completare i test di valutazione all'università per ricevere crediti. Nel 2013 pochi studenti avevano richiesto crediti universitari per le lezioni MOOC. La Colorado State University-Global Campus non ha ricevuto domande nell'anno successivo all'offerta dell'opzione.
Academic Partnerships è una società che aiuta le università pubbliche a spostare i propri corsi online. Secondo il suo presidente, Randy Best, "L'abbiamo iniziata, francamente, come una campagna per aumentare le iscrizioni. Ma dal 72 all'84 percento di coloro che hanno frequentato il primo corso sono tornati e hanno pagato per seguire il secondo corso".
Mentre Coursera prende un taglio maggiore delle entrate generate, ma non richiede un pagamento minimo, l'edX senza scopo di lucro ha un pagamento minimo richiesto dai fornitori di corsi, ma prende un taglio minore di eventuali entrate, legato alla quantità di supporto richiesto per ogni corso.

## Vantaggi

### Migliorare l'accesso all'istruzione superiore
I MOOC sono considerati da molti uno strumento importante per ampliare l'accesso all'istruzione superiore (HE) per milioni di persone, comprese quelle nei paesi in via di sviluppo, e in definitiva migliorare la loro qualità di vita. Si può ritenere che i MOOC contribuiscano alla democratizzazione dell'istruzione superiore, non solo a livello locale o regionale, ma anche globale. I MOOC possono aiutare a democratizzare i contenuti e rendere la conoscenza accessibile a tutti. Gli studenti possono accedere a corsi completi offerti dalle università di tutto il mondo, cosa prima irraggiungibile. Con la disponibilità di tecnologie accessibili, i MOOC aumentano l'accesso a un numero alto di corsi offerti da istituzioni e insegnanti di fama mondiale.

### Fornire un'alternativa economica all'istruzione formale
I costi dell'istruzione terziaria continuano ad aumentare perché gli istituti tendono a raggruppare troppi servizi. Con i MOOC, alcuni di questi servizi possono essere trasferiti ad altri soggetti idonei del settore pubblico o privato. I MOOC sono per un gran numero di partecipanti, sono accessibili a chiunque ovunque purché disponga di una connessione Internet, sono aperti a tutti senza qualifiche di ingresso e offrono un'esperienza di corso online completa gratuitamente.

### Obiettivi di sviluppo sostenibile
I MOOC possono essere visti come una forma di istruzione aperta offerta gratuitamente attraverso piattaforme online. La filosofia (iniziale) dei MOOC è quella di aprire un'istruzione superiore di qualità a un pubblico più ampio. In quanto tali, i MOOC sono uno strumento importante per raggiungere l'obiettivo 4 dell'Agenda 2030 per lo sviluppo sostenibile.

### Offre un programma di apprendimento flessibile
È possibile accedere ad alcune lezioni, video e test tramite MOOC in qualsiasi momento rispetto agli orari delle lezioni programmati. Consentendo agli studenti di completare i propri corsi nel proprio tempo, ciò offre flessibilità agli studenti in base ai propri programmi personali.

### Collaborazione online
Gli ambienti di apprendimento dei MOOC rendono più facile per gli studenti di tutto il mondo lavorare insieme su obiettivi comuni. Invece di doversi incontrare fisicamente, la collaborazione online crea partenariati tra gli studenti. Mentre i fusi orari possono avere un effetto sulle ore in cui gli studenti comunicano, progetti, compiti e altro possono essere completati per incorporare le competenze e le risorse che i diversi studenti offrono, indipendentemente da dove si trovino. La distanza e la collaborazione possono avvantaggiare gli studenti che potrebbero aver lottato con obiettivi di apprendimento tradizionalmente più individuali, incluso imparare a scrivere.

## Sfide e critiche
La Guida MOOC suggerisce sei possibili sfide per i cMOOC:
1. Affidarsi ai contenuti generati dagli utenti può creare un ambiente di apprendimento caotico.
2. L'alfabetizzazione digitale è necessaria per utilizzare i materiali online.
3. Il tempo e lo sforzo richiesti ai partecipanti possono superare quello che gli studenti sono disposti a impegnarsi per un corso online gratuito.
4. Una volta pubblicato il corso, il contenuto verrà rimodellato e reinterpretato dall'enorme corpo studentesco, rendendo difficile il controllo della traiettoria del corso da parte degli istruttori.
5. I partecipanti devono autoregolarsi e stabilire i propri obiettivi.
6. Barriere linguistiche e di traduzione.
7. Barriere di accessibilità per utenti diversamente abili
8. Barriere di accesso per persone provenienti da quartieri socio-economici svantaggiati e paesi con scarso accesso a Internet

Queste sfide generali nello sviluppo efficace dei MOOC sono accompagnate dalle critiche di giornalisti e accademici.
Robert Zemsky (2014) sostiene che hanno superato il loro apice: "Sono venuti; hanno conquistato molto poco; e ora affrontano prospettive sostanzialmente ridotte". Altri hanno indicato un contraccolpo derivante dai bassi tassi di completamento.
Altre caratteristiche associate ai primi MOOC, come la licenza aperta dei contenuti, la struttura aperta e gli obiettivi di apprendimento e la centralità della comunità, potrebbero non essere presenti in tutti i progetti MOOC.

I cambiamenti previsti dai MOOC hanno generato obiezioni in alcuni ambienti. La facoltà di filosofia della San Jose State University ha scritto in una lettera aperta al professore dell'Università di Harvard e insegnante del MOOC Michael Sandel:
Se i corsi blended progettati da fornitori di taglia unica dovessero diventare la norma, temiamo che verranno create due classi di università: una, college e università ben finanziati in cui gli studenti privilegiati ottengono il loro vero professore; l'altra, università pubbliche e private sotto stress finanziario, in cui gli studenti guardano un mucchio di lezioni videoregistrate. 
Cary Nelson, ex presidente dell'American Association of University Professors, ha affermato che i MOOC non sono un mezzo affidabile per fornire credenziali, affermando che "Va bene mettere le lezioni online, ma questo piano degrada i corsi di laurea solo se intende sostituirli". Sandra Schroeder, presidente del Programma di istruzione superiore e del Consiglio politico per la Federazione americana degli insegnanti, ha espresso preoccupazione per il fatto che "È improbabile che questi studenti abbiano successo senza la struttura di un programma accademico forte e sequenziato".
Con una maggioranza del 60%, la facoltà dell'Amherst College ha rifiutato l'opportunità di lavorare con edX sulla base di una percepita incompatibilità con le lezioni in stile seminario e del feedback personalizzato. Alcuni erano preoccupati per questioni come il modello di insegnamento "distribuzione di informazioni" delle lezioni seguite da esami, l'uso di esami a scelta multipla e la valutazione tra pari. La facoltà della Duke University ha assunto una posizione simile nella primavera del 2013. Tra le altre preoccupazioni c'erano l'effetto dei MOOC sugli istituti di secondo e terzo livello e la creazione di uno "star system" professorale.
Almeno un'alternativa ai MOOC ha sostenitori: i corsi collaborativi aperti distribuiti (DOCC - Distributed Open Collaborative Courses) sfidano i ruoli dell'istruttore, della gerarchia, del denaro e della massa. DOCC riconosce che la ricerca della conoscenza può essere raggiunta meglio non utilizzando un programma singolare centralizzato, che la competenza è distribuita tra tutti i partecipanti e non risiede solo con uno o due individui.
Un'altra alternativa ai MOOC è il corso online di autoapprendimento (SPOC) che offre un alto grado di flessibilità. Gli studenti possono decidere il proprio ritmo e con quale sessione vorrebbero iniziare i loro studi. Secondo un rapporto del fondatore di Class Central Dhawal Shah, nel 2015 sono stati disponibili più di 800 corsi di autoapprendimento.
Sebbene lo scopo dei MOOC sia in definitiva quello di educare più persone, le critiche recenti includono l'accessibilità e un curriculum occidentalizzato che portano a un fallimento nel raggiungere lo stesso pubblico emarginato dai metodi tradizionali.
I MOOC sono stati criticati per una percepita mancanza di rigore accademico e per le strategie di monetizzazione adottate dai provider. In MOOC: una qualifica universitaria in 24 ore? Michael Shea scrive: "Offrendo corsi quasi impossibili da fallire e addebitando costi anticipati per certificati senza valore, Coursera sta semplicemente gestendo una versione high-tech del tipo di truffe che sono state gestite dai college per corrispondenza per decenni".

### L'esperienza degli studenti di lingua inglese (ELL) nei MOOC
La lingua di insegnamento è una delle principali barriere che gli ELL (English language learners) devono affrontare nei MOOC. Secondo stime recenti, quasi il 75% dei corsi MOOC sono presentati in lingua inglese, tuttavia i madrelingua inglesi sono una minoranza tra la popolazione mondiale. Questo problema è mitigato dalla crescente popolarità dell'inglese come lingua globale, e quindi ha più parlanti di una seconda lingua rispetto a qualsiasi altra lingua al mondo. Questa barriera ha incoraggiato gli sviluppatori di contenuti e altre parti interessate dei MOOC a sviluppare contenuti in altre lingue popolari per aumentare l'accesso ai MOOC. Tuttavia, gli studi di ricerca mostrano che alcuni ELL preferiscono seguire i MOOC in inglese, nonostante le sfide linguistiche, in quanto promuove i loro obiettivi di mobilità economica, sociale e geografica. Ciò sottolinea la necessità non solo di fornire contenuti MOOC in altre lingue, ma anche di sviluppare interventi in lingua inglese per gli ELL che partecipano a MOOC in inglese.
Le aree con cui gli ELL lottano particolarmente nei MOOC in inglese includono i contenuti dei MOOC senza il corrispondente materiale visivo di supporto (ad esempio, un istruttore che narra le istruzioni senza il supporto del testo in sottofondo) o la loro esitazione a partecipare ai forum di discussione dei MOOC. È stato riscontrato che la partecipazione attiva ai forum di discussione MOOC migliora i voti degli studenti, il loro coinvolgimento e porta a tassi di abbandono inferiori, è più probabile che gli ELL siano spettatori che contributori attivi nei forum di discussione.
Gli studi di ricerca mostrano un "complesso mix di fattori affettivi, socio-culturali ed educativi" che sono inibitori della loro partecipazione attiva nei forum di discussione. Come previsto, l'inglese come lingua di comunicazione pone sfide sia linguistiche che culturali per gli ELL, che potrebbero non avere fiducia nelle proprie capacità di comunicazione in lingua inglese. I forum di discussione possono anche essere un mezzo di comunicazione scomodo, specialmente per gli ELL delle culture confuciane, dove il disaccordo e la discussione dei propri punti sono spesso visti come conflittuali e viene promossa l'armonia. Pertanto, mentre gli ELL possono essere percepiti come disinteressati a partecipare, gli studi di ricerca mostrano che non mostrano la stessa esitazione nel discorso faccia a faccia (lezioni in presenza). Infine, gli ELL possono provenire da culture in cui gli insegnanti sono considerati figure autoritarie e la cultura delle conversazioni tra insegnanti e studenti non è una norma culturale. Di conseguenza, i forum di discussione con la partecipazione attiva degli istruttori possono causare disagio e impedire la partecipazione di studenti provenienti da tali culture.

## Cura
Open Culture, non affiliata alla Stanford University, fondata nel 2006 da Dan Coleman, direttore e decano associato del programma di formazione continua della Stanford University, aggrega e cura MOOC gratuiti, nonché media culturali ed educativi gratuiti. C. Berman, dell'Università dell'Illinois, ha trovato il sito difficile da navigare, con collegamenti "nascosti" negli articoli e negli elenchi di destra, goffi e lunghi.

## Ambienti e piattaforme internazionali
- Federica Web Learning: è il Centro di Ateneo per l’innovazione, la sperimentazione e la diffusione della didattica multimediale dell’Università di Napoli Federico II.La sua multipiattaforma federica.eu è leader in Europa per la didattica multimediale open access, e nella top ten mondiale per produzione di MOOCs.
- Khan Academy: creato nel 2006 da Salman Khan.
- Coursera: creato nel 2011 dai professori Andrew Ng e Daphne Koller dell'Università di Stanford.
- Udacity: creato nel 2011 da Sebastian Thrun, David Stavens, e Mike Sokolsky.
- EdX: creato dal Massachusetts Institute of Technology e dall'Università di Harvard.
- Iversity: creato da Jonas Liepmann e Hannes Klöpper.
- EMMA: creata nel 2016, è una piattaforma a livello europeo.
- Simplilearn: creato nel 2010 da un ingegnere indiano Krishna Kumar

## Piattaforme italiane
- BOOK: la piattaforma di e-learning dell'Università di Bologna.
- EduOpen: creata nel 2016 grazie alla collaborazione fra MIUR e vari atenei universitari.
- Federica.EU: la piattaforma dell'Università di Napoli Federico II.
- POK: la piattaforma di e-learning del Politecnico di Milano.
- Start@unito[189]: piattaforma e-learning dell'Università degli Studi di Torino.
- Docety: piattaforma di e-learning indipendente creata dall'omonima startup.